# Skansen „Zagroda Sitarska”
Skansen „Zagroda Sitarska” – muzeum, skansen znajdujący się w Biłgoraju obrazujący dawne tradycje sitarskie w mieście i wygląd typowej biłgorajskiej zabudowy z XVI–XIX w. Zlokalizowany jest w samym w centrum miasta, przy ul. Nadstawnej 32, w granicach os. Nadstawna. W skład skansenu wchodzą: dom mieszkalny sitarza Andrzeja Grabińskiego, drewutnia, spichlerz, wozownia, budynek inwentarski i ule kłodowe. Całość otoczona jest płotem dranicowym i sztachetowym. Dookoła skansenu znajduje się osiedle wielopiętrowych bloków mieszkalnych.
Budynki pochodzą z początku XIX w. Do XX w. takie obiekty były charakterystyczne dla zabudowy miasta. W latach 70. XX w. dzięki staraniom Józefa Dechnika Biłgoraj przeżywał okres niezwykle szybkiego rozwoju. Okolice ul. Nadstawnej, jednej z najstarszych ulic miasta, gdzie znajdowało się wiele takich domów, zostały przekształcone w duże osiedle bloków mieszkalnych. Zagroda sitarska jest jedynym uratowanym od zniszczenia dawnym domem przy ul. Nadstawnej.
Dom mieszkalny z 1810 jest drewniany i o konstrukcji węgłowej. Nakryty jest czterospadowym dachem z gontu, od strony ulicy posiada główne wejście i niewielki, wsparty czterema kolumnami ganek. Wewnątrz podzielony na dwie połowy, w każdej z nich znajduje się kuchnia (od strony podwórza) i pokój (od strony ulicy). Jeden pokój to pracownia sitarska – tkane tutaj były płótna. Pod domem znajdują się piwnice. Cały budynek jest osadzony na wysokiej podmurówce. Okna są typowe dla domów „typu biłgorajskiego” – są duże (na potrzeby warsztatu sitarskiego) i podzielone na dwanaście części. Charakterystyce dla domów Biłgoraja było to, iż znajdowały się w nich drogie meble i sprzęty, na które majętni, wędrujący po świecie sitarze mogli sobie pozwolić. W domu eksponowane są siatki z włosia, włosianki i siatki druciane do sit.
Za domem mieszkalnym znajduje się podwórze. Tam do domu przylega drewutnia – prosty budynek z drewna służący magazynowaniu opału. W Biłgoraju drewutnia zazwyczaj była także częścią warsztatu sitarskiego – tutaj były wyrabiane łuby do oprawiana sit.
W sąsiedztwie drewutni znajduje się spichlerz. Znajdują się w nim dwa pomieszczenia i strych. Przy frontowej ścianie spichlerza znajdują się podcienie. Eksponowane są tu naczynia na ziarno oraz sprzęt do mielenia zboża.
Budynek inwentarski to dawna stajnia. Obecnie jest tu prezentowany wyrób łubów do oprawiania sit, wyrób gontów i wrzecion, bednarstwo, kołodziejstwo, garncarstwo i olejarstwo.
Wystawy uzupełniają obiekty ustawione na podwórzu – zrekonstruowany dawny kierat, kłodowe ule i kilka charakterystycznych dla dawnej zabudowy Biłgoraja bram i furtek.